# Чернышевское (Крым)
Черныше́вское (до 1948 года Ады́к; укр. Чернишевське, крымскотат. Adıq, Адыкъ) — исчезнувшее село в Ленинском районе Республики Крым, располагавшееся на юго-западе района и Керченского полуострова, примерно в 4 км к юго-западу от современного села Кирово.

## История
Первое документальное упоминание села встречается в Камеральном Описании Крыма… 1784 года, судя по которому, в последний период Крымского ханства Адин входил в Арабатский кадылык Кефинского каймаканства.
После присоединения Крыма к России (8) 19 апреля 1783 года, (8) 19 февраля 1784 года, именным указом Екатерины II сенату, на территории бывшего Крымского Ханства была образована Таврическая область и деревня была приписана к Левкопольскому, а после ликвидации в 1787 году Левкопольского — к Феодосийскому уезду Таврической области. После Павловских реформ, с 1796 по 1802 год, входила в Акмечетский уезд Новороссийской губернии. По новому административному делению, после создания 8 (20) октября 1802 года Таврической губернии, Адык был включён в состав Кадыкелечинской волости Феодосийского уезда.
По Ведомости о числе селений, названиях оных, в них дворов… состоящих в Феодосийском уезде от 14 октября 1805 года , в деревне Адин числилось 14 дворов и 103 жителя. На военно-топографической карте генерал-майора Мухина 1817 года деревня Адик обозначена с 10 дворами. После реформы волостного деления 1829 года Адык, согласно «Ведомости о казённых волостях Таврической губернии 1829 года», переподчинили из Кадыкойской волости в Агерманскую. Затем, видимо, вследствие эмиграции крымских татар в Турцию, деревня опустела и на карте 1836 года в деревне 2 двора, а на карте 1842 года Адык обозначен условным знаком «малая деревня», то есть, менее 5 дворов.
В 1860-х годах, после земской реформы Александра II, деревню приписали к Арма-Элинской волости. Согласно «Списку населённых мест Таврической губернии по сведениям 1864 года», составленному по результатам VIII ревизии 1864 года, Адык — татарская деревня с 6 дворами и 44 жителями при колодцах, при этом, по обследованиям профессора А. Н. Козловского начала 1860-х годов, в селении «пользуются дождевой водой, собираемой в аутах и запрудах» (Аут — небольшой пруд в степном Крыму, наполнявшийся дождевой и талой водой).. На трёхверстовой карте Шуберта 1865—1876 года в деревне Адык обозначено 12 дворов. Согласно энциклопедическому словарю «Немцы России», в 1883 году было основано поселение крымских немцев лютеран на 1200 десятинах земли. По «Памятной книге Таврической губернии 1889 года», по результатам Х ревизии 1887 года, в деревне Адык, уже Владиславской волости, числилось уже 26 дворов и 130 жителей.
После земской реформы 1890-х годов деревню передали в состав Петровской волости. По «…Памятной книжке Таврической губернии на 1892 год» в безземельной деревне Адык, не входившей ни в одно сельское общество, числилось 92 жителя, домохозяйств не имеющих. На верстовой карте Крыма 1896 года в селении обозначено 21 дворов с татарскко-немецким населением и мечеть. По «…Памятной книжке Таврической губернии на 1902 год» в деревне Адык, входившей в Джапар-Бердынское сельское общество, числилось 58 жителей в 12 домохозяйствах, в 1904 было 24 жителя, в 1911 — 60. По Статистическому справочнику Таврической губернии. Ч.II-я. Статистический очерк, выпуск пятый Феодосийский уезд, 1915 год, в деревне Адык Петровской волости Феодосийского уезда числилось 19 дворов (10 дворов с землёй, 9 — безземельные) со смешанным населением в количестве 125 человек только «посторонних» жителей, из которых 62 мужчины и 63 женщины. Жители владели 1171 десятиной удобной земли. В хозяйствах имелось 117 лошадей, 90 волов, 56 коров и 66 голов овец, свиней, или коз.
После установления в Крыму Советской власти, по постановлению Крымревкома, 25 декабря 1920 года был образован Керченский (степной) уезд, а, постановлением ревкома № 206 «Об изменении административных границ» от 8 января 1921 года была упразднена волостная система и село вошло в состав Петровского района Керченского уезда, а в 1922 году уезды получили название округов. 11 октября 1923 года, согласно постановлению ВЦИК, в административное деление Крымской АССР были внесены изменения, в результате которых округа были отменены, Петровский район упразднили, влив в Керченский район. Согласно Списку населённых пунктов Крымской АССР по Всесоюзной переписи 17 декабря 1926 года, в селе Адык, Кенегезского сельсовета Керченского района, числилось 28 дворов, из них 25 крестьянских, население составляло 140 человек, из них 68 немцев, 53 украинца, 14 русских, 4 грека и 1 татарин. Постановлением ВЦИК «О реорганизации сети районов Крымской АССР» от 30 октября 1930 года (по другим сведениям 15 сентября 1931 года) Керченский район упразднили и село включили в состав Ленинского. На километровой карте Генштаба Красной армии 1941 года в селе обозначен 21 двор. Вскоре после начала Великой Отечественной войны, 18 августа 1941 года крымские немцы были выселены, сначала в Ставропольский край, а затем в Сибирь и северный Казахстан.
С 25 июня 1946 года селение в составе Крымской области РСФСР. Указом Президиума Верховного Совета РСФСР от 18 мая 1948 года Адык переименовали в Чернышевское. 26 апреля 1954 года Крымская область была передана из состава РСФСР в состав УССР. Время включения в Красногорский сельсовет пока не установлено: на 15 июня 1960 года село уже числилось в его составе. Исключено из учётных данных в 1963 году (согласно справочнику «Крымская область. Административно-территориальное деление на 1 января 1968 года» — в период с 1954 по 1968 год, как село Красногорского сельсовета).

### Динамика численности населения
| - 1805 год — 103 чел. - 1864 год — 44 чел. - 1889 год — 130 чел. - 1892 год — 92 чел. - 1902 год — 58 чел. | - 1904 год — 24 чел. - 1911 год — 60 чел. - 1915 год — 0/125 чел. - 1926 год — 140 чел. |